# 완주 갈동 출토 동검동과 거푸집 일괄
완주 갈동 출토 동검동과 거푸집 일괄(完州 葛洞 出土 銅劍銅戈 鎔范 一括)은 전북특별자치도 전주시 국립전주박물관에 있는, 갈통 1호 토광묘에서 출토된 거푸집 2점으로, 한 점은 세형동검의 거푸집만 새겨져 있고, 다른 한 점은 동검과 동과(銅戈)가 양면에 새겨져 있다. 2019년 6월 26일 대한민국의 보물 제2033호로 지정되었다.

## 개요
‘완주 갈동 출토 동검동과 거푸집’은 갈통 1호 토광묘에서 출토된 거푸집 2점으로, 한 점은 세형동검의 거푸집만 새겨져 있고, 다른 한 점은 동검과 동과(銅戈)가 양면에 새겨져 있다. 초기 철기시대 호남 지역의 청동기 제작 문화를 알려주는 중요한 유물로서, 출토 고분의 편년 및 거푸집에 새겨진 세형동검의 형식 등으로 볼 때, 이 유물은 기원전 2세기경에 실제로 사용된 후 무덤에 매납된 청동기 제작용 거푸집에 해당한다. 
이 석제 거푸집은 실제로 사용흔이 남아 있으며, 출토 맥락과 공반 유물이 확실한 매우 드문 고대 청동기 생산 관련 유물로서 매우 귀중한 문화재이다. 거푸집의 상태 및 새겨진 세형동검과 동과의 형태 등이 매우 자세하고 조각 솜씨가 탁월하다는 점에서도 매우 주목되는 작품이다. 
지금까지 한반도에서 청동기∼초기 철기시대에 해당하는 거푸집들이 발견된 사례는 10여 건이지만 대부분 출토지가 불분명하다는 것이 한계이다. ‘완주 갈동 출토 동검동과 거푸집’은 발굴조사에서 출토된 것이어서 출토지점과 출토정황을 정확하게 알 수 있는 거의 유일한 사례이므로 그 중요성은 다른 용범들과 비교하기 어렵다. 또한 보존 상태가 매우 양호해서 당시 사회의 청동기 주조기술을 보여주는 데도 탁월한 가치를 지니고 있다.
이러한 역사적․문화사적 중요성과 우수한 현존 상태, 조각 솜씨로 볼 때, 이 완주 갈동 출토 동검동과 제작용 석제 거푸집은 보물로 지정해 보존 및 관리되고 그 중요성을 널리 알릴 필요가 있다.

## 같이 보기
- 완주 갈동 출토 정문경 일괄 - 보물 제2034호

## 참고 자료
- 완주 갈동 출토 동검동과 거푸집 일괄 - 국가유산청 국가유산포털